# أحمد النهاوندي

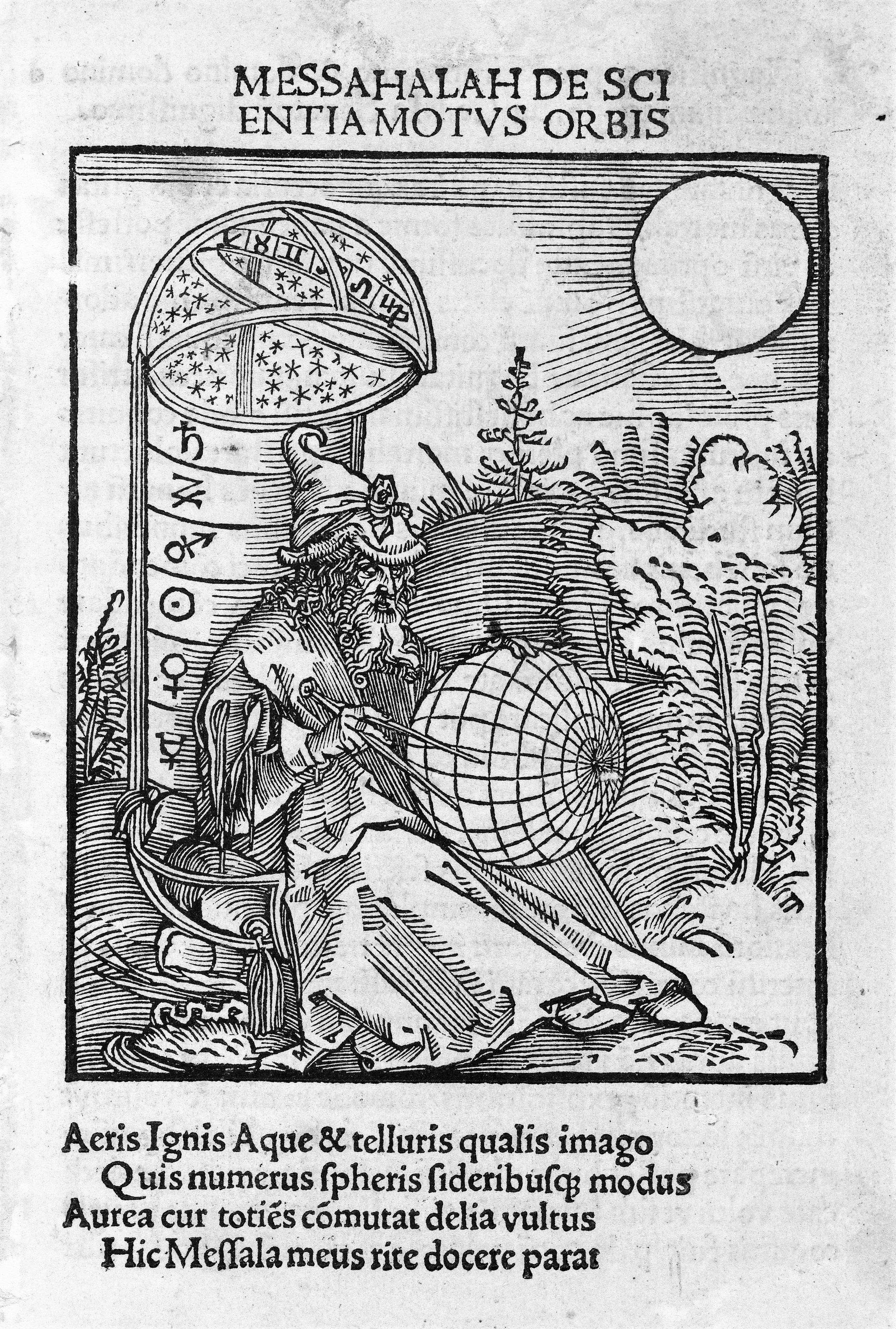
ماشاءالله بن اثاري صديق أحمد النهاوندي في صورة رسمهاAlbrecht Dürer

أحمد النهاوندي هو أحمد بن محمد النهاوندي عالم فلك والرياضيات مسلم عاش في القرن السابع وأوائل الثامن الميلادي. يدل اسمه على انتماءه إلى منطقة نهاوند بإيران.
عمل في أكاديمية جنديسابور "دانشگاه گنديشاپور" في زمن يحيى بن خالد البرمكي الذي قتل عام 803 ميلادي خلال نكبة البرامكة. كتب بعض المؤرخين أنه كان يصنع مراصد النجوم بمعية ماشاءالله بن اثاري وكانا من أشهر المنجمين والفلكيين في عصر المنصور الخليفة العباسي.
كما أنه استخدم الرياضيات في العديد من المجالات مثل الميكانيكا والفلك